# Francis Russell, 4:e earl av Bedford
Francis Russell, 4:e earl av Bedford, född 1593, död 1641, var en engelsk politiker och godsägare.

## Biografi
Han var son till William Russell, 1:e baron Russell av Thornhaugh och sonson till Francis Russell, 2:e earl av Bedford.
Bedford ärvde 1627 vid en kusins död earlvärdigheten, framträdde som moderat oppositionsman mot Karl I 1628 och i Långa parlamentet 1640, samverkande med Pym, samt upptogs februari 1641 i rådet, då en försoning mellan kung och parlament var å bane; han avled några månader därefter. 
Russell byggde, med Inigo Jones som arkitekt, ett palats vid Covent Garden i London och främjade kraftigt torrläggningsarbetena i "The Fens" i Cambridgeshire, där en del av trakten ännu efter honom kallas Bedford Level.